# Ursula Plassnik
Ursula Plassnik (23 de mayo de 1956-) es una política austriaca miembro del Österreichische Volkspartei (ÖVP, Partido Popular de Austria). Durante su participación en el gobierno de Wolfgang Schüssel fue Ministra de Relaciones Exteriores de Austria y se posicionó contra el sentimiento anti Unión Europea que se manifestaba en su país. También ha fungido como embajadora de Austria en Francia y Suiza.
Tras ingresar a la diplomacia austriaca en 1980, ha ampliado su experiencia representando a Austria en delegaciones multilaterales (CSCE / Proceso de Helsinki, Consejo de Europa, AELC, ONU) y en la Oficina Jurídica Internacional del Ministerio Federal de Relaciones Exteriores.

## Biografía
Ursula Plassnik nació el 23 de mayo de 1956 en el seno de una familia socialdemócrata de Klagenfurt (Carintia). En 1977 se graduó en Derecho por la Universidad de Viena.

## Trayectoria política
En 1997, Plassnik se unió al proyecto político del entonces ministro de asuntos Exteriores y vicecanciller austriaco Wolfgang Schüssel, de quien fue jefe de gabinete entre ese año y 2004. Schüssel alcanzó la cancillería Federal de Austria de forma polémica. Hasta 1999, el ÖVP había sido socio de gobierno del Partido Socialdemócrata de Austria (Sozialdemokratische Partei Österreichs, SPÖ). En las elecciones generales de Austria de 1999, el SPÖ se mantuvo como la fuerza más votada, pero perdió más de 300 000 votos. El Partido de la Libertad de Austria (Freiheitliche Partei Österreichs, FPÖ), nacionalista y próximo a la extrema derecha, liderado en ese momento por Jörg Haider, se situó en segundo lugar, obteniendo apenas 415 votos más que el ÖVP (sobre un total de más de 4,6 millones de votos emitidos a nivel nacional). En esas circunstancias, Schüssel entró en negociaciones con Haider, que condujeron a un acuerdo de gobierno por el que Schüssel se convertía en Canciller.
En las elecciones generales de Austria de 2002, el VPÖ se convirtió en el principal partido del país, superando los 2 millones de votos. El FPÖ, en cambio, perdió 750 000 votos y cayó a la tercera posición entre las fuerzas más votadas. Ambas formaciones renovaron su compromiso de gobierno, pero en esta ocasión el poder del FPÖ era mucho menor.
El 18 de octubre de 2004, Plassnik fue nombrada Ministra de Relaciones Exteriores de Austria, en reemplazo a Benita Ferrero-Waldner. En esta condición representó a su país el 29 de octubre durante la ceremonia de firma del Tratado por el que se establece una Constitución para Europa.

##### Unión Europea
Durante el primer semestre de 2006, Austria ocupó la presidencia rotatoria del Consejo de la Unión Europea. Schüssel anunció que sus prioridades serían aprobar el presupuesto de la Unión Europea, dinamizar el debate sobre el tratado por el que se establece una Constitución para Europa, eclipsado tras el rechazo de Francia y Países Bajos, promover el fomento del empleo y la investigación e innovación y mejorar las relaciones con los Balcanes. Además Plassnik como ministra de asuntos Exteriores, mantuvo la oposición del gobierno austriaco a la apertura de negociaciones de adhesión de Turquía a la Unión Europea.
En junio de 2006 Schüssel presentó una propuesta sobre la continuación del proceso constitucional que estableció un calendario para salir de la crisis. Según el proyecto, durante la presidencia alemana del Consejo de la Unión Europea 2007, después de “amplias consultas” con los socios, elaboraría un informe con los “posibles desarrollos” que serviría de base para la decisiones que habrían de tomarse “durante el segundo semestre de 2008, como muy tarde”, es decir, antes de que se instasen en 2009 la nueva Comisión y un nuevo Parlamento europeos. La propuesta fue aprobada y la presidencia alemana abrió el camino a la entrada en vigor del Tratado de Lisboa en 2009.
Junto a su homólogo esloveno encabezó la ceremonia de ampliación de las fronteras del espacio Schengen en el túnel Karavanke: “Fue un salto cualitativo por lo que respecta a nuestra política de vecindad, porque esta frontera permanece grabada en la memoria de mucha gente de aquí como una frontera muy dura, muy difícil de franquear”.

### Desde 2009
Desde diciembre de 2008 hasta finales de agosto de 2011, Plassnik fue miembro del Parlamento austriaco y encargada de la misión para asuntos internacionales de la mujer en el Ministerio Federal de Asuntos Europeos e Internacionales.